# Harry Buermeyer

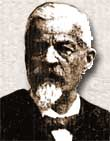
Harry Buermeyer, circa 1920

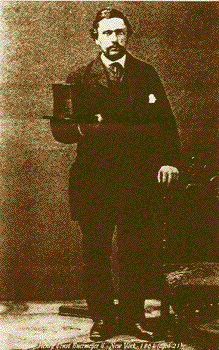
Harry Buermeyer, 1861

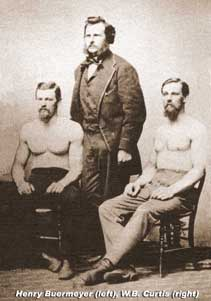
Harry Buermeyer (links) und Bill Curtis (rechts), circa 1870

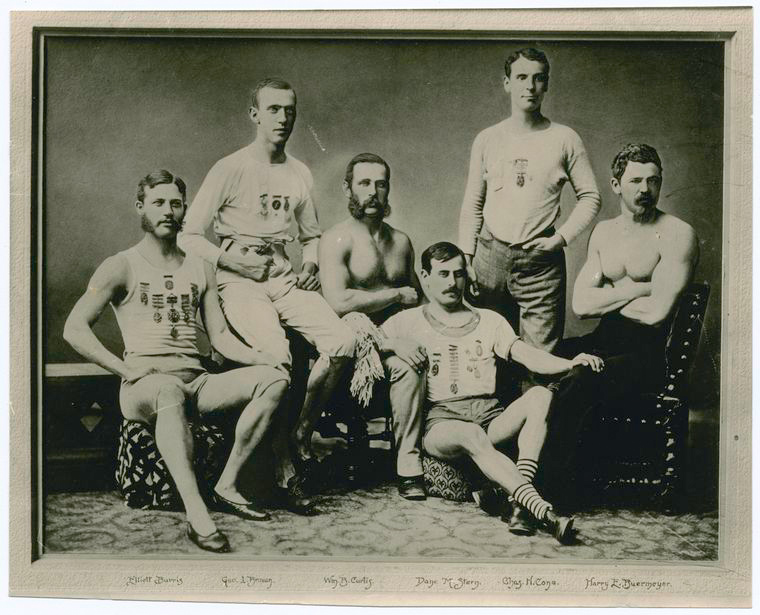
N.Y.A.C. Track Team, Harry Buermeyer (rechts), circa 1873

Henry Ernest „Harry“ Buermeyer II (19. August 1839 in New York City – 10. Oktober 1922 ebenda) war einer der berühmtesten amerikanischen Sportler der 1880er Jahre und gilt als „father of American athletics“, da er den Amateursport in Nordamerika entscheidend geprägt hat. James E. Sullivan beschrieb ihn als einen der stärksten Sportler aller Zeiten. Sein Vater Ernst stammte aus Buer (Melle). Nachdem Henry im Sezessionskrieg zweimal an den Beinen verwundet wurde, gewann er verschiedene amerikanischen Meisterschaften in Schwimmen, Laufen, Kugelstoßen, Boxen, Rudern und Gewichtheben.

## Leben
Mit 16 Jahren gewann Henry sein erstes Ruderrennen im Skull einmal um Ellis Island. Mit 18 war er der beste Mehrkämpfer New Yorks. Er besuchte die Mechanics Institute School und schloss sie 1854 ab. Zunächst arbeitete er nun als Buchhalter. Er meldete sich freiwillig im Mai 1861 und kämpfte im Sezessionskrieg auf der Seite des Nordens im 83rd New York Infantry Regiment. In dem Schlacht am Antietam wurde er leicht verwundet, im Schlacht bei Spotsylvania Court House so schwer, dass die Befürchtung bestand, dass sein linkes Bein amputiert werden musste. Er wurde daraufhin hoch dekoriert und ehrenhaft aus der Armee entlassen. In der Armee hatte er einige erfolgreiche Boxkämpfe bestritten und galt als Meister seines Regiments. Nach seiner Armeezeit konzentrierte er sich auf den Wettkampfsport. Zu dieser Zeit wurde noch nicht zwischen Profis und Amateuren unterschieden, so dass dies ein einträglicher Beruf war. 1871 war er der erste amerikanische Meister im 100-Yards-Lauf (Bestzeit 10,5 Sekunden = ca. 11,5 für 100 Meter), der erste Meister im Kugelstoßen und im turnerischen Mehrkampf. 1876 wurde er der erste amerikanische Meister im Schwergewichtsboxen und siegte als Ersten im Madison Square Garden durch K. o. Harry galt als der stärkste Mann seiner Zeit.
Zusammen mit seinen Freunden William Buckingham Curtis und John C. Babcock gründete er 1868 den New York Athletic Club (N.Y.A.C.). Harry als nicht studierter Unteroffizier akzeptierte von vornherein den studierten Major Curtis als seinen Chef. Harry war der erste Schatzmeister des Clubs sowie der Mannschaftskapitän der Leichtathletikmannschaft. Gemeinsam gründeten sie 1878 die Amateur Athletic Union, die schließlich das U.S. Olympic Committee wurde. Um 1880 gründeten Harry und Curtis auch den Fresh Air Club, in der Tradition der Alpenvereine, den zweiten dieser Art in den USA. 1890 wurde der Verein formal eingetragen. Harry wurde im Jahre 1900 sein Präsident.
1900 wurde Harry auch zum Präsidenten der National Skating Association gewählt. Er war Kampfrichter und oberster Schiedsrichter bei den Olympischen Sommerspielen 1904 in St. Louis. 1912 war er der einzige eingeladene Gast der amerikanischen Mannschaft und trug die amerikanische Fahne bei den Olympischen Spielen in Stockholm und bei der Konfettiparade der erfolgreichen Mannschaft in New York. Als Deutschamerikaner, der nicht durch den College-Sport geprägt war, war er ein Repräsentant derjenigen, die zwar im Rahmen des amerikanischen Sonderwegs im Sport ihr Geld verdienen konnten, die aber noch eine enge Rückbindung nach Europa hatten.